# Орлова, Хана
Хана Орлова (фр. Chana Orloff; 1888—1968) — французский скульптор и график еврейского происхождения. Кавалер ордена Почётного Легиона (1925).

## Биография
Родилась 12 июля 1888 года в Константиновке Екатеринославской губернии Российской империи, ныне Харьковской области Украины, в еврейской семье. Родной брат — Цви Нишри (1878—1973).
В 1905 году вместе с семьёй переехала в Палестину. Некоторое время жила в Яффе, зарабатывая на жизнь шитьём. Была членом рабочего движения Ха-Поэль ха-Цаир. После пяти лет пребывания в стране Хана стала учительницей кройки и шитья в гимназии «Герцлия».
В 1910 году уехала в Париж с целью изучения моделирования одежды, но поступила в скульптурный класс Школы декоративных искусств («Русская академия» Марии Васильевой). Уже с 1912 года самостоятельно занялась скульптурой и в 1913 году впервые выставила две работы в осеннем Парижском салоне.
В 1916 году Хана вышла замуж за Ари Юстмана, поэта родом из Варшавы. Юстман умер во время эпидемии «испанского гриппа» в 1919 году, у Орловой остался сын Эли. В 1926 году она получила французское гражданство. До войны много работала и выставлялась. Была дружна с советским скульптором Дмитрием Цаплиным, в то время работавшим и выставлявшимся в Париже. С приходом во Францию нацистов Орлова с сыном уехала в Швейцарию. После окончания войны они вернулись в Париж, где за военные годы значительная часть работ Орловой были похищены или уничтожены. То же произошло и с работами Цаплина.
После создания государства Израиль Хана Орлова часто бывала там, создав много скульптур и проведя свои выставки. В 1961 году в музеях Израиля состоялась ретроспективная выставка произведений Орловой, созданных ею за 50 лет творчества.
Умерла 18 декабря 1968 года в Тель-Авиве, приехав в Израиль для участия в своей выставке, посвящённой её юбилею.
Племянник — Рафаэль Эйтан.